# Río Seco y Montaña 3ra. Sección
Río Seco y Montaña 3ra. Sección är en ort i Mexiko.   Den ligger i kommunen Huimanguillo och delstaten Tabasco, i den sydöstra delen av landet, 600 km öster om huvudstaden Mexico City. Río Seco y Montaña 3ra. Sección ligger 30 meter över havet och antalet invånare är 224.
Terrängen runt Río Seco y Montaña 3ra. Sección är mycket platt. Runt Río Seco y Montaña 3ra. Sección är det ganska tätbefolkat, med 60 invånare per kvadratkilometer. Närmaste större samhälle är Cárdenas, 12,2 km norr om Río Seco y Montaña 3ra. Sección. Trakten runt Río Seco y Montaña 3ra. Sección består till största delen av jordbruksmark.